# Alexis Roose
Alexis Constant Roose (Brugge, 12 september 1912 - 21 februari 1982) was een Vlaams kunstschilder, kunsthistoricus, restaurator, dichter en recensent.

## Opleiding
Op 12-jarige leeftijd deed hij een ingangstekenproef aan de Brugse Stedelijke Academie voor Schone Kunsten. Toen hij afstudeerde won hij een Eerste prijs, bestaande uit een gouden medaille, een gouden horloge met ketting en een ritje naast de burgemeester met een stadskoets. Hij won deze prijs met een houtskoolportret van zijn grootvader, die voor hem had geposeerd.
Ondertussen had Roose zijn middelbareschoolopleiding gevolgd aan het Koninklijk Atheneum  van Brugge. Daarna studeerde hij een paar jaren medicijnen aan de Katholieke Universiteit Leuven. Hij maakte deze opleiding niet af en sloeg een andere studierichting in, die van de kunstgeschiedenis aan de Universiteit Gent. Als studentenjob hielp hij bij het inrichten van de jaarlijkse jaarbeurzen in Gent. Hij behaalde tweemaal het licentiaat in de kunstgeschiedenis, eerst in de jaren dertig en, volgens het nieuwe programma van vier jaar, tijdens de oorlogsjaren. Hierbij verdiepte hij zich in de Oosterse Kunst. Hij studeerde ook restauratietechniek aan de Gentse Sint-Lucasschool.

## Loopbaan
Bij de aanvang van de Tweede Wereldoorlog was Roose ingedeeld bij de rijdende artillerie te paard (de vliegende kanonniers) en werd tijdens de meidagen krijgsgevangene. Na zijn vrijlating werkte hij van 1940 tot 1943 als opsteller en vervolgens als wetenschappelijk medewerker bij de provinciale diensten in Brugge. Van 1943 tot 1948 werkte hij als wetenschappelijk medewerker bij het Koninklijk Instituut voor het Kunstpatrimonium, waarbij hij belast werd met een inventarisatie van het kunst- en kerkbezit in West-Vlaanderen.
Op 7 februari 1948 werd hij benoemd tot directeur van de Brugse Stedelijke Academie. Hij werd tevens belast met de leergang kunstgeschiedenis. Hij kreeg de opdracht het leerprogramma in de Academie te hervormen en aan te passen aan de hedendaagse onderwijsmethodes, met als doel van de school een volwaardige kunsthumaniora te maken, die wettelijk erkende diploma's kon uitreiken. In oktober 1950 opende de dagschool voor bouwkundige tekenaars. In 1950 werd een voorbereidende afdeling opgericht, gespreid over twee jaren. De afdeling siertekenen en toegepaste kunst werd hervormd.
De hervormingen liepen niet altijd van een leien dakje. Een aantal conflicten en meningsverschillen onder leraars en met het stadsbestuur leidden ertoe dat Roose met ingang van 9 juli 1960 ontslag nam. Hij werd leraar kunstgeschiedenis aan de Rijksnormaalschool in Brugge, aan het Rijkshoger Instituut in Oostende en aan de rijkstechnische scholen in Menen en Zedelgem.
In 1950 publiceerde hij een monografie over de Gentse graficus Victor Stuyvaert.

## Kunstenaar
Roose wijdde zich aan de praktijk van de schilderkunst, met hoofdzakelijk lyrische en mystiek getinte taferelen in tempera. Hij ontwikkelde een eigen stijl, waarbij hij er zeker van was dat "geen ander zijn werk ooit zou kunnen plagiëren of namaken". 't Manneke uit de Mane, de volksalmanak voor Vlaanderen, vernoemde hem in de editie van 1978 in een lijst van "excellente West-Vlamingen".
Hij liet zich inspireren door Tibetaanse thangka's, leidend tot chaotisch verstrengelde symbolen in temperaschilderijen. Sommige van zijn mythische figuren zijn grimmig, met kwade en vragend starende ogen.
Tegen het einde van zijn leven exposeerde hij af en toe zijn kleurige abstracte constructivistische schilderijen.
In 1977 kochten de Musea van de stad Brugge een van zijn werken.

## Publicaties
- Victor Stuyvaert, Inleiding door Louis Lebeer, Amsterdam-Antwerpen, Wereld-Bibliotheek, 1950.
- Victor Stuyvaert, Introduction par Louis Lebeer, conservateur du Cabinet des Estampes de la Bibliothèque Royale, professeur aux universités de Gand et de Liège, Brugge, Editions A.G. Stainforth, 1951.